# Friedrich Hessing

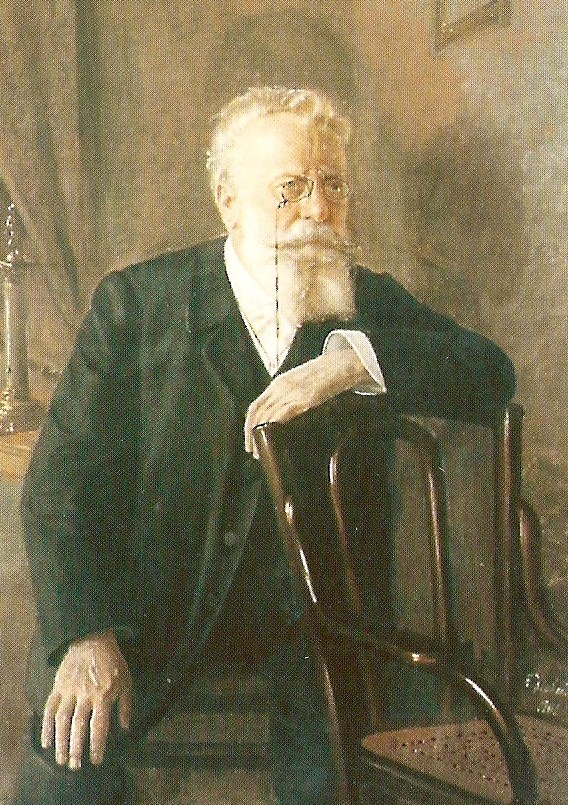
Friedrich Ritter von Hessing

Friedrich Hessing, efter 1913 Ritter von Hessing, född 19 juni 1838, död 16 mars 1918, var en tysk ortoped.
Hessing var ursprungligen hantverkare men sysselsatte sig samtidigt med människokroppens rörelsemekanism, vilket ledde till konstruerandet av ett flertal apparater för behandling av kroppsdeformiteter, benbrott, ledinflammationer med mera. Principen i "Hessingtekniken" var att fullständigt avlasta den sjuka kroppsdelen med bandage av olika slag, gjorda efter gipsavgjutningar på patienten. År 1868 grundade Hessig en stor ortopedisk klinik i Göggingen nära Augsburg, till vilken senare knöts en rad filialer.